# Elefante a sorpresa
(autocitazione di Hap Collins in apertura del romanzo)
Elefante a sorpresa (The Elephant of Surprise) è un romanzo di Joe R. Lansdale del 2019.
È il tredicesimo romanzo che ha come protagonisti Hap Collins e Leonard Pine.

## Trama
Mentre tornano in auto a LaBorde in una serata burrascosa, Hap e Leonard notano in mezzo alla strada una figura, che si rivela essere una ragazza asiatica albina, incapace di parlare perché la lingua le è stata tagliata per metà. I due amici si fermano per raccoglierla, ma vengono subito inseguiti da un SUV nero, i cui occupanti sono evidentemente sulle tracce della ragazza. Riescono comunque a sfuggirgli e a portare la giovane all'ospedale; si presentano poi alla centrale di polizia di LaBorde, dove raccontano l'accaduto alla loro amica poliziotta Manny. 
Il giorno dopo Hap e Leonard vanno a trovare la ragazza in ospedale e vi vedono entrare un grosso nero (chiamato da loro "l'Omaccione"), che avevano notato sul SUV e che uccide il poliziotto messo a piantonare la camera. Cercano allora di fuggire dall'ospedale con la giovane, ma devono evitare anche un altro sicario, un piccoletto agilissimo versato nelle arti marziali che Hap soprannomina "Kung Fu Rabbit". Riescono nel loro intento, ma sono ancora inseguiti dai killer. La Toyota Prius di Hap si ribalta per effetto dell'uragano, cosicché i due uomini devono continuare a piedi, portando in braccio a turno la giovane albina, finché non si rifugiano in un bungalow sulla riva del lago LaBorde. Vengono però trovati anche lì dagli scagnozzi, e devono proseguire la fuga con la barca ormeggiata al pontile. Tornati in città, ripassano alla stazione di polizia dove la giovane riceve nuove cure mediche, quindi Hap e Leonard possono rincasare. Hap, temendo che i sicari si rifacciano vivi, manda sua moglie Brett e sua figlia Chance nella vicina città di Tyler.
Quando la giovane albina (che rivela di chiamarsi Nicole Beckman, Nikki per gli amici) si sente in grado di parlare, Hap e Leonard sono convocati per sentire la sua storia. Essa era stata la ragazza di un ladro d'auto chiamato Pretty Boy Florence, il cui ricettatore era Larry Keith, figlio del boss della Dixie Mafia Wilson Keith. Una notte Pretty Boy tentò di rubare un'automobile senza accorgersi che una coppietta era appartata al suo ineterno; vistosi scoperto, ammazzò i suoi occupanti e per punizione fu fatto uccidere da Larry. Nikki, che assistette alla scena, fuggì e si stabilì a Hootie Hoot, dove trovò un impiego come fioraia. Quando lesse su un giornale la notizia dell'uccisione di una donna di Tyler sua omonima, rivelò tutto alla polizia di quella città, che la fece nascondere in una casa in mezzo ai boschi. Qualche poliziotto doveva però essere sul libro-paga di Keith, poiché fu prelevata da tre uomini (tra i quali l'Omaccione e Kung Fu Rabbit), che prima di ucciderla vollero tagliarle la lingua; tuttavia, lo scoppio della tempesta ostacolò quest'operazione, e Nikki riuscì a divincolarsi e ad attirare l'attenzione dei suoi salvatori.
Per le avverse condizioni atmosferiche, Hap e Leonard si trattengono alla centrale per la notte. Hap si accorge che l'agente alla reception è stata sostituita da un'altra donna, alle dipendenza di Wilson Keith, e avverte Manny. I due amici riescono a evitare un'irruzione degli uomini della Dixie Mafia, favorita dall'agente Alton che si era venduto a Keith e che rimane ferito a morte. Leonard risponde poi ad una telefonata da parte di Wilson Keith che, apprendendo del fallimento del suo piano originario, si offre di venire di persona a parlamentare. Leonard, Hap e Manny si approntano intanto una via di fuga, con l'aiuto del centralinista Jordan. Wilson Keith offre di mettere tutti loro sul suo libro-paga se consegneranno Nikki; Manny ovviamente rifiuta e al momento convenuto Jordan toglie la corrente elettrica lasciando l'edificio nell'oscurità e Keith e i suoi uomini colti di sorpresa. Hap, Leonard, Manny, Nikki e i centralinisti escono dalla stazione di polizia secondo il piano; i centralinisti sono poi lasciati in un motel, mentre gli altri si dirigono verso Tyler per portare Nikki in ospedale, dato che in quello di LaBorde sarebbe ancora in pericolo. Sono però di nuovo inseguiti dai criminali, cosicché si devono nascondere in una grande sala da bowling abbandonata; quando gli uomini di Keith vi fanno irruzione, questi (tra i quali l'Omaccione) vengono per lo più abbattuti dal fuoco combinato di Hap, Leonard e Manny. Vedendosi sul punto di soccombere, il boss se la svigna col suo SUV assieme al figlio Larry e a Kung Fu Rabbit, con Hap e Leonard alle calcagna. Il mezzo ha poi un incidente: Hap spara a Kung Fu Rabbit ma lo manca, forse perché gli ripugna abbattere un uomo in fuga. Wilson Keith cerca di guadagnare tempo blandendo Leonard, ma quest'ultimo intuisce il suo gioco e lo fredda, mentre Larry si arrende.
Per celebrare il lieto fine, Hap e Brett danno una festa nel giardino della loro casa con tutti gli amici, vecchi e nuovi.

## Edizioni
- Joe R. Lansdale, Elefante a sorpresa, traduzione di Luca Briasco, Stile libero. Big, Torino, Einaudi, 2019,  p. 202, ISBN 978-88-06-24246-6.
- Joe R. Lansdale, Elefante a sorpresa, traduzione di Luca Briasco, Super ET, Torino, Einaudi, 2020,  p. 208, ISBN 9788806246457.